# Angelo Marsiglia
Angelo Adolfo Marsiglia Olivares (* 20. Dezember 1985) ist ein kolumbianischer Fußballtrainer.

## Karriere
Seit Februar 2022 ist Angelo Marsiglia als Co-Trainer im Trainer-Stab der kolumbianischen Frauennationalmannschaft tätig und nahm mit dieser erst an der Copa América 2022 und anschließend an der Weltmeisterschaft 2023 teil. Bei dieser wurde ihm im in den ersten beiden Gruppenspielen die Aufgabe zuteil, die Position des Cheftrainers auszufüllen, da Nelson Abadía durch eine Sperre, welcher er im Finale der Copa erhalten hatte, noch für zwei Spiele gesperrt war. Marsiglia gewann mit der Mannschaft das Spiel gegen Südkorea mit 2:0 und dann auch noch die zweite Partie mit 2:1 über Deutschland.